# Comarit
 (novembre 2016).
Si vous disposez d'ouvrages ou d'articles de référence ou si vous connaissez des sites web de qualité traitant du thème abordé ici, merci de compléter l'article en donnant les références utiles à sa vérifiabilité et en les liant à la section « Notes et références ».
La Comarit est une ancienne compagnie maritime marocaine spécialisée dans le transport — passagers fret roulant — et basée à Tanger, l'un des principaux points de départ de ses ferries.

## Historique
La Comarit assurait des liaisons régulières entre le Nord du Maroc et le Sud de l'Espagne, la France et l'Italie. À partir de février 2009, elle est devenue actionnaire majoritaire dans le capital du leader maritime du pays la Comanav après le rachat de la part du groupe français CMA-CGM pour 80 millions d'euros.
Le 21 février 2013, le tribunal de commerce de Tanger a accepté la demande de mise en redressement judiciaire de la compagnie, déposée huit mois plus tôt. Lors d'un jugement rendu le 17 juillet 2014, ce même tribunal a prononcé la liquidation judiciaire du groupe.

## Itinéraires
La Comarit effectuait des liaisons au départ de Tanger vers Algésiras, Sète, Tarifa et Gênes, mais aussi de Nador à Sète et Alméria ou encore entre Al-Hoceima et Alméria.

## Flotte

### Ferries
| Nom du navire                     | Image                                     | Année et lieu de construction | IMO     | Année d'acquisition et de vente | Capacité       | Statut                                                        |
| --------------------------------- | ----------------------------------------- | ----------------------------- | ------- | ------------------------------- | -------------- | ------------------------------------------------------------- |
| Badis                             | En 2014 sous le nom de Rigel I            | 1973 à Turku                  | 7224459 | 2007 (affrètement)              | 1200 passagers | En service sous le nom de Rigel I                             |
| Banasa                            | Le Banasa en 2008                         | 1975 à Helsingør              | 7358755 | 1996 - 2015                     | 1600 passagers | Vendu en 2015 a Moby                                          |
| Berkane                           | Le Berkane en 2006                        | 1976 à Nantes                 | 7401215 | 2002 - 2015                     | 1844 passagers | Détruit en 2015 à Aliağa                                      |
| Biladi                            | Le Biladi en 2011                         | 1979 à Nantes                 | 7824912 | 2002 - 2013                     | 1750 personnes | Détruit en 2013 à Aliağa                                      |
| Bismillah                         | Le Banasa (navire jumeau) en 2008         | 1971 à Ulsteinvik             | 7104984 | 1984 - 2006                     | 750 personnes  | Détruit                                                       |
| Bissat (High Speed II avant 2010) | Le High Speed III (navire-jumeau) en 2008 | 2000 à Fremantle              | 9221169 | 2010 - 2013                     | 647 personnes  | En service sous le nom de Detroit Jet                         |
| Boraq (High Speed III avant 2010) | Le High Speed III en 2008                 | 2000 à Fremantle              | 9216171 | 2010 - 2016i                    | 647 personnes  | Vendu a Intershiping en 2016                                  |
| Boughaz                           | Le Boughaz en 2012                        | 1974 à Papenburg              | 739601  | 1988 -2015                      | 1400 personnes | Désarmé à Algésiras depuis 2012 puis détruit en 2015 a Aliaga |
| Eurovoyager                       | L’Eurovoyager en 2005                     | 1978 à Hoboken                | 7613882 | 2010 (affrètement)              | 1200 personnes | Détruit en 2012 à Aliağa                                      |
| Oleander                          | L’Oleander en 2005                        | 1980 à Bremerhaven            | 7820497 | 2000 - 2012 (affrètement)       | 1300 personnes | En service sous le nom de Sherbatiskiy                        |
| Primrose                          | Le Primrose en 2007                       | 1975 à Hoboken                | 7357567 | 2009 (affrètement)              | 1475 personnes | Détruit en 2011 à Alang                                       |
| Rostock                           | Le Travemünde en 1982                     | 1981 à Helsingfors            | 8000226 | 2009 - 2010 (affrètement)       | 1536 personnes | En service sous le nom de Wasa Express                        |
| Sara I                            |                                           | 1974 à Bremerhaven            | 7360667 | 2003 - 2005 (affrètement)       | 1500 personnes | Détruit en 2012 à Sachana                                     |

### Cargos
| Nom du navire | Image                      | Année et lieu de construction | IMO     | Année d'acquisition et de vente | Capacité     | Statut                            |
| ------------- | -------------------------- | ----------------------------- | ------- | ------------------------------- | ------------ | --------------------------------- |
| Baltic Eager  |                            | 1979 à Rauma[Laquelle ?]      | 7804065 | 2009 (affrètement)              | 12 personnes | Détruit en 2013 à Mumbai          |
| East Express  | L’East Express en 2008     | 1984 à Galatz                 | 8009040 | 2010 (affrètement)              | 12 personnes | En service sous le nom de Gazalle |
| Vomero        | Un dessin de l’Argo Aquila | 1973 à Rendsburg              | 7328360 | 1995 (affrètement)              | 12 personnes | Détruit en 2004 à Aliağa          |